# 陸奧亮子
陆奥亮子（むつ りょうこ；安政3年（1856年）11月－明治33年（1900年）8月15日），是明治时代的政治家兼外交官、伯爵陆奥宗光之妻，亦为日本红十字会的正式会员。她因其美貌与聪慧而被誉为“华盛顿上流社交界之花”。

## 生平
亮子出生于江户，是旗本金田蔀的妾所生的长女。明治初年，她成为位于东京新桥的“柏屋”艺妓，艺名“小铃（小兼）”。与深受板垣退助宠爱的“小清”并称为“新桥双美人”，为新桥首屈一指的美艳艺妓。虽身处花柳界，却有“厌男”之誉。但最终她于明治5年（1872年）2月嫁给常客陆奥宗光，成为其后妻，当年她年仅17岁。当时宗光的前妻莲子刚去世。
前妻所生之子有长男陆奥广吉（1869年－1942年）与次男润吉（1870年－1905年）。次年，她为宗光诞下长女清子（さやこ）。明治10年（1877年），其公公伊达宗广逝世。
明治11年（1878年），宗光因涉嫌参与颠覆政府活动被判处五年徒刑，关押于山形监狱（后转入宫城监狱）。亮子则寄居于宗光友人津田家，侍奉宗母政子，育儿兼照料狱中夫君。宗光常致书亮子，曾在狱中以汉诗寄托两人情深。
明治15年（1882年），宗光获特赦出狱。翌年，他在伊藤博文建议下赴欧洲留学。其间写给亮子的书信超过50封。明治19年（1886年）返国后复任政府职务。亮子也步入上流社交界，与伯爵户田氏共之妻户田极子并称“鹿鸣馆之花”。
明治21年（1888年），随宗光赴美出任驻美公使。她凭借美貌、魅力及谈吐，被誉为“一等淑女”、“华盛顿社交界之花”、“驻美日本公使馆之花”。明治26年（1893年），其女清子不幸夭折，年仅二十出头。
宗光于明治30年（1897年）去世后，亮子收养了他与祇园艺妓所生的金田冬子。亮子于明治33年（1900年）8月15日病逝，终年45岁，病因为癌瘤转移。冬子在亮子死后成为宗光长子广吉的养女，惟于1904年5月22日去世。